# Premio Mishima Yukio
El Premio Mishima Yukio (三島由紀夫賞 Mishima Yukio Shō?) es un premio literario japonés instituido en 1988 en memoria del autor Yukio Mishima. Otorgado por la editorial Shinchōsha está explícitamente dirigido a reconocer obras y autores que se caracterizan por "abrir nuevos caminos para el futuro de la literatura". Es por ello que sus ganadores tienden a ser más controvertidos y experimentales que los ganadores del más tradicional Premio Akutagawa considerado el más prestigioso de la literatura japonesa. Se otorga en la misma ceremonia anual que el Premio Yamamoto Shūgorō instaurado por el mismo patrocinador en 1988 para reconocer la escritura popular y la ficción de género.

## Lista de Laureados
- 01 1988	Gen'ichirō Takahashi, Yuga de kanshoteki na nippon yakyu (優雅で感傷的な日本野球)
- 02 1989	Ooka Akira, Tasogare no storm seeding (黄昏のストーム・シーディング)
- 03 1990	Jūgi Hisama, Seiki matsu geigei ki（世紀末鯨鯢記)
- 04 1991	Kazumi Saeki, A loose Boy（ア・ルース・ボーイ)
- 05 1992	No se celebró
- 06 1993	Chōkitsu Kurumatani, Shio tsubo no saji（塩壺の匙)
- 06 1993	Fukuda Kazuya, Nihon no kakyo（日本の家郷)
- 07 1994	Yoriko Shono, Nihyakkai ki（二百回忌)
- 08 1995	Yamamoto Masayo, Midori iro no nigotta ocha aruiwa kofuku no sampo michi（緑色の濁ったお茶あるいは幸福の散歩道)
- 09 1996	Hisaki Matsuura, Orikuchi Shinob ron（折口信夫論)
- 10 1997	Satoru Higuchi, San gen no yuwaku（三絃の誘惑――近代日本精神史覚え書)
- 11 1998	Kyōji Kobayashi, Kabuki no hi（カブキの日)
- 12 1999	Seigo Suzuki, Rock'n roll mishin（ロックンロールミシン)
- 12 1999	Toshiyuki Horie, Oparaban（おぱらばん)
- 13 2000	Tomoyuki Hoshino, Mezameyo to ningyo wa utau（目覚めよと人魚は歌う)
- 14 2001	Shinji Aoyama, Eureka（ユリイカ)
- 14 2001	Masaya Nakahara, Arayuru basho ni hanataba ga……（あらゆる場所に花束が……）
- 15 2002	Masatsugu Ono, Nigiyaka na wan ni seowareta fune（にぎやかな湾に背負われた船)
- 16 2003	Ōtarō Maijō, Asura girl（阿修羅ガール)
- 17 2004	Yahagi Toshihiko, Rarara kagaku no ko（ららら科學の子）
- 18 2005	Maki Kashimada, Roku sen do no ai（六〇〇〇度の愛）
- 19 2006	Hideo Furukawa, LOVE（LOVE）
- 20 2007	Yūya Satō, Sen no shosetsu to bakku beado（1000の小説とバックベアード）
- 21 2008	Tanaka Shinya, Kireta Kusari (切れた鎖)
- 22 2009	Maeda Shirō, Natsu no Mizu no Hangyojin (夏の水の半魚人)
- 23 2010	Hiroki Azuma, Kwontamu Famirīzu (クォンタム・ファミリーズ)
- 24 2011	Natsuko Imamura, Kochira amiko (こちらあみ子)
- 25 2012	Aoki Jungo, Watashi no inai kōkō (私のいない高校)
- 26 2013	Sayaka Murata, Shiro-iro no Machi no, Sono Hone no Taion no (しろいろの街の、その骨の体温の)
- 27 2014	Yukiko Motoya, Jibun o Suki ni Naru Hōhō (自分を好きになる方法)
- 28 2015	Takahiro Ueda, Watashi no koibito (私の恋人)
- 29 2016	Shigehiko Hasumi, Hakushaku fujin (伯爵夫人)
- 30 2017	Yusuke Miyauchi, Kabul no Sono (カブールの園)
- 31 2018	Natsuki Koyata, Mugen no Gen (無限の玄)
- 32 2019	Michiko Mikuni, Ikarekoro (いかれころ)
- 33 2020	Rin Asumi, Kaka (かか)
- 34 2021	Yusuke Noridai, Tabi suru renshū (旅する練習)
- 35 2022	Toshiki Okada, Burokkorī reboryūshon (ブロッコリー・レボリューション)
- 36 2023    Aki Asahina, Shokubutsu Shōjo (植物少女)
- 37 2024    Stephanie Kanto Ota, Midori Iseki (みどりいせき)

## Miembros del comité de selección
- De 1 a 4: Kenzaburo Oe, Jun Eto, Kenji Nakagami, Yasutaka Tsutsui y Teru Miyamoto
- De 5 a 8: Shintaro Ishihara, Jun Eto, Genichiro Takahashi, Yasutaka Tsutsui y Teru Miyamoto
- De 9 a 12: So Aono, Shitaro Ishihara, Jun Eto, Yasutaka Tsutsui y Teru Miyamoto
- De 13 a 20: Masahiko Shimada, Nobuko Takagi, Yasutaka Tsutsui, Kazuya Fukuda y Teru Miyamoto
- De 21 a 24: Yoko Ogawa, Hiromi Kawakami, Noboru Tsujihara, Keiichiro Hirano y Ko Machida
- Actuales: Hiromi Kawakami, Kaoru Takamura, Noboru Tsujihara, Keiichiro Hirano y Ko Machida